# Noaptea Muzeelor

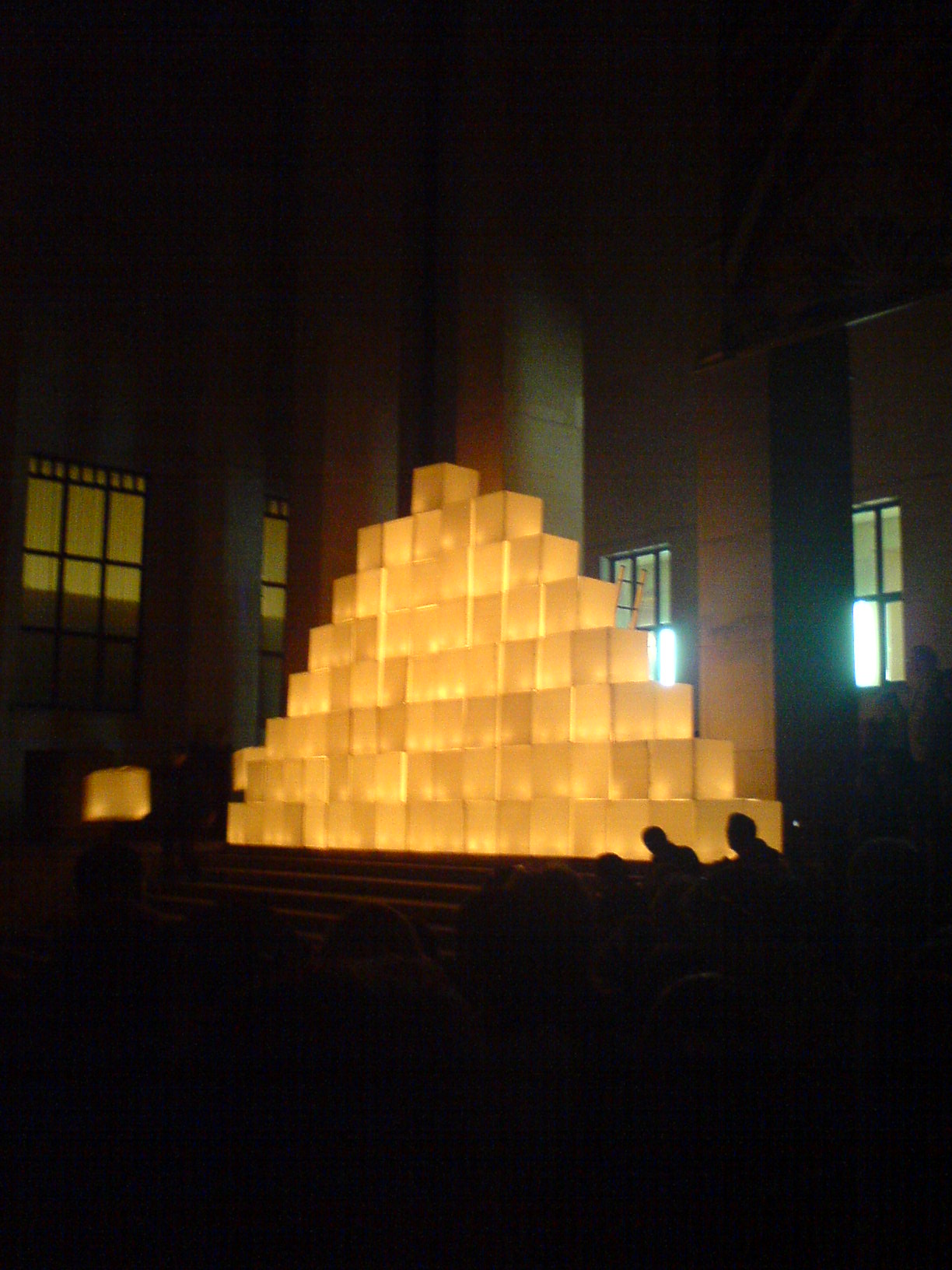
Spectacol artistic „Lumină și gravitație” la Muzeul Național din Varșovia (Noaptea Muzeelor, 2007)

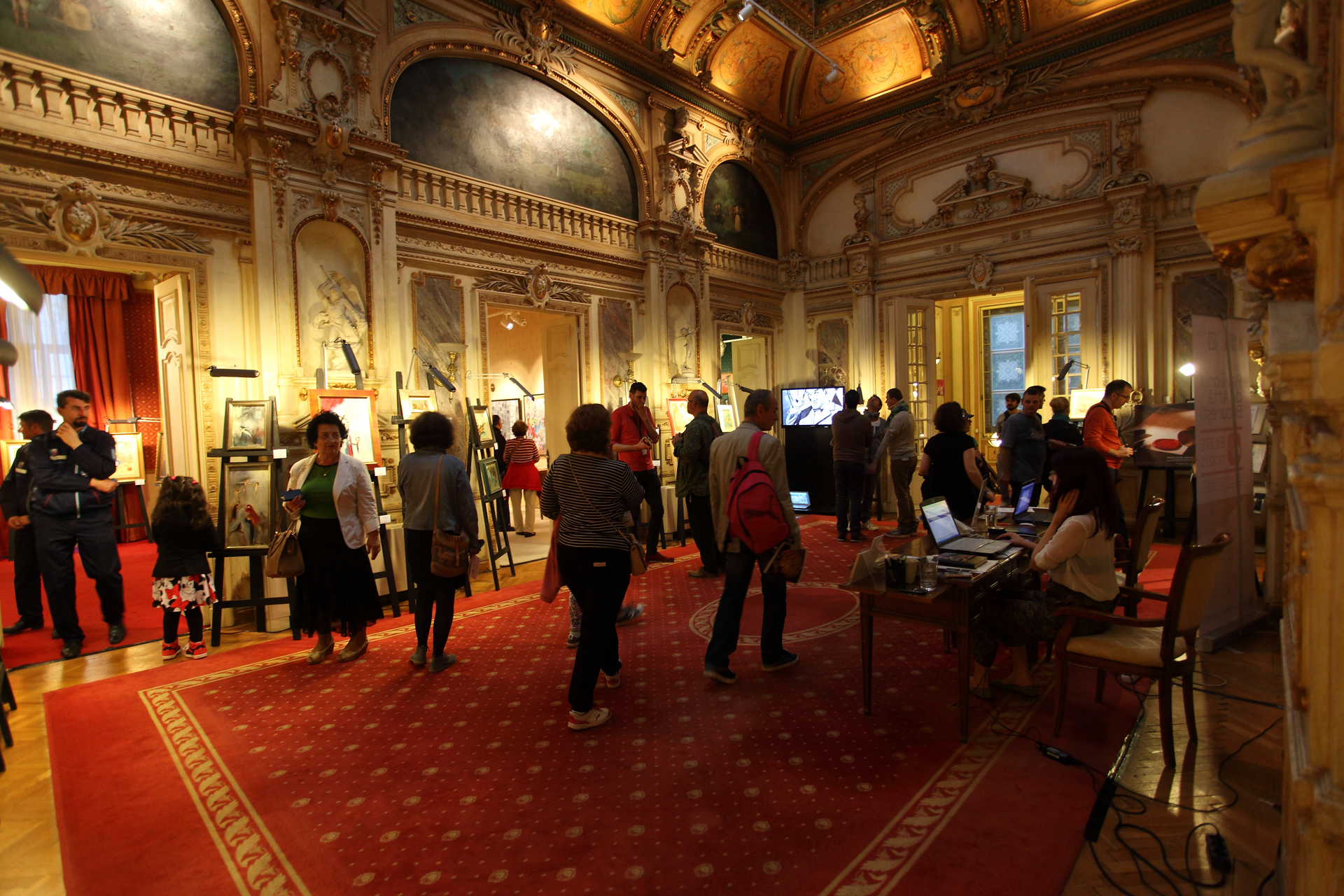
Noaptea Muzeelor la București

Noaptea Muzeelor este denumirea dată evenimentului anual cultural patronat de Consiliul Europei, de UNESCO și de Consiliul Internațional al Muzeelor (ICOM), prin care numeroase muzee, în parteneriat cu diverse alte instituții de cultură, își deschid liber porțile, simultan, până târziu în noapte.
Primul eveniment de acest gen l-a reprezentat cel ce s-a desfășurat în anul 1997 în Berlin. Conceptul de acces gratuit a fost foarte bine primit astfel că în scurt timp a crescut foarte mult numărul instituțiilor organizatoare, precum și numărul de vizitatori.
În 1999 manifestarea a fost preluată în Franța sub denumirea de „Primăvara muzeelor” (Printemps des musées), la propunerea Ministerului francez al culturii și comunicării, ea desfășurându-se primăvara, într-o zi de duminică. Ulterior (2001) evenimentul a fost organizat în toate țările semnatare ale convenției culturale a Consiliului Europei, fiind pus sub înaltul patronaj al Secretarului său General și având ca public țintă în special persoane aflate în proximitatea muzeelor.
În 2005 acest eveniment este mutat pe durata nopții și schimbă publicul țintă, adresându-se tinerilor și familiilor ce își fac program în această perioadă, renăscând sub denumirea actuală - „Noaptea Muzeelor” și extinzându-se în toată Europa. El este organizat în sâmbăta cea mai apropiată de data de 18 mai, data adoptată de ICOM (Consiliul Internațional al Muzeelor) drept Ziua Internațională a Muzeelor. Începând din 2011 ICOM se alătură UNESCO și Consiliului Europei în patronarea acestui eveniment.

## Legături externe
- Culture night in Dublin
- Night of the Museums in Barcelona Arhivat în 15 aprilie 2012, la Wayback Machine.
- Record Breaking Night of the Museums in Moscow Arhivat în 25 august 2013, la Wayback Machine.
- Museum night in Serbia
- Museumsnacht Basel